# Byt i nicość
Byt i nicość (fr. L'Être et le Néant) – esej o ontologii fenomenologicznej, główne dzieło filozoficzne autorstwa Jeana-Paula Sartre’a wydane w 1943.
Głównym tematem fenomenologicznym opus magnum Sartre’a jest jego rozumienie ludzkiej podmiotowości. Pojęcia wolność i istnienie to dwie główne kategorie w ontologii człowieka Sartre’a, który przedstawia postulat dotyczący stratyfikacji całości bytu na dwie odrębne struktury: byt-w-sobie i byt-dla-siebie. 

Anita Zaręba w swojej pracy Wolność i egzystencja w filozofii Jean-Paula Sartre’a zwraca uwagę na najważniejsze kwestie poruszane w dziele filozofa: absolutyzację ludzkiej subiektywności, dychotomię bytu, dwie modalności ludzkiego istnienia oraz człowieka jako egzystencję.

Najważniejszym wątkiem fenomenologii egzystencjalnej zawartej w głównym dziele Sartre`a  Byt i nicość jest jego rozumienie ludzkiej subiektywności. Koncepcja wolności i egzystencji stanowią dwie nadrzędne kategorie w jego ontologii bytu ludzkiego.
~ Anita Zaręba

Książka znalazła się na 13. miejscu w zestawieniu 100 książek XX wieku według Le Monde.